# Météorite de Sikhote-Aline
 (juillet 2024).
Si vous disposez d'ouvrages ou d'articles de référence ou si vous connaissez des sites web de qualité traitant du thème abordé ici, merci de compléter l'article en donnant les références utiles à sa vérifiabilité et en les liant à la section « Notes et références ».
La météorite de Sikhote-Aline est une météorite de fer tombée en 1947 dans la cordillère Sikhote-Aline en Sibérie orientale. Cette chute est unique dans l'histoire des météorites, au vu des 70 tonnes qui auraient survécu à son passage embrasé à travers l'atmosphère terrestre.

## Histoire
Le 12 février 1947 vers 10 h 30, des témoins de la cordillère Sikhote-Aline en URSS observèrent un corps plus brillant que le Soleil en provenance du nord et descendant à un angle de 41°. Entrant dans l'atmosphère à une vitesse de 14 km/s, la météorite commença à se désintégrer. À une hauteur de 5,6 km, la plus importante masse semblait s'éclater avec violence. L'éclair vif et le choc assourdissant de la chute furent observables dans un rayon de 300 km autour du point d'impact. Une traînée de fumée, d'une longueur estimée de 32 km, resta dans le ciel pendant plusieurs heures.

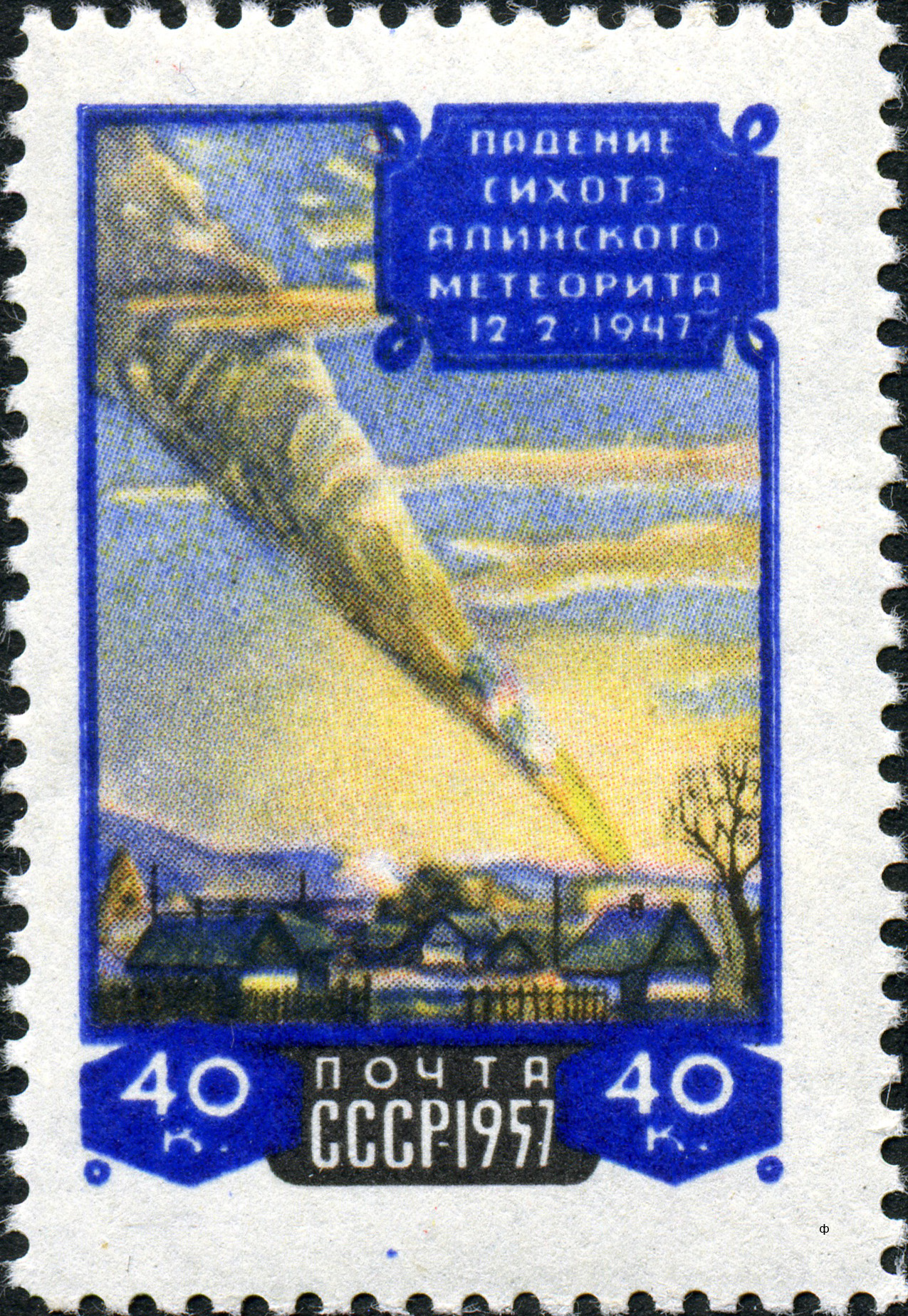
Le timbre qui commémore la chute de la météorite.

Le spectacle est capté dans un tableau par P. J. Medvedev, un artiste soviétique qui ébauchait un croquis lors de la chute. Le 20 novembre 1957, une décennie après la météorite, l'Union soviétique émit un timbre avec cette image.